# مسابقات قهرمانی والیبال مردان اروپا ۲۰۱۳
والیبال قهرمانی مردان اروپا ۲۰۱۳ بیست و هشتمین دوره از این سری مسابقات بود که از ۲۰ تا ۲۹ سپتامبر ۲۰۱۳ با حضور ۱۶ تیم در دانمارک و لهستان برگزار شد و سر انجام تیم ملی والیبال مردان روسیه قهرمان این دوره از مسابقات شد.

## انتخابی
- میزبان
  -  دانمارک
  -  لهستان
- ۵ تیم برتر در مسابقات والیبال قهرمانی مردان اروپا ۲۰۱۱
  -  صربستان
  -  ایتالیا
  -  روسیه
  -  اسلواکی
  -  بلغارستان
- انتخاب شده از طریق مسابقات انتخابی
  -  بلاروس
  -  بلژیک
  -  چک
  -  فنلاند
  -  فرانسه
  -  آلمان
  -  هلند
  -  اسلوونی
  -  ترکیه

## گروه‌بندی
قرعه‌کشی برای گروه‌بندی تیم‌ها در ۱۵ اکتبر ۲۰۱۲ برگزار شد.
| گروه A           | گروه B          | گروه C  | گروه D    |
| ---------------- | --------------- | ------- | --------- |
| دانمارک (میزبان) | لهستان (میزبان) | فنلاند  | روسیه     |
| ایتالیا          | اسلواکی         | صربستان | بلغارستان |
| بلاروس           | فرانسه          | هلند    | آلمان     |
| بلژیک            | ترکیه           | اسلوونی | چک        |

## ورزشگاه‌ها
| گروه A         | گروه B، دور حذفی و یک چهارم نهایی | گروه C           |
| -------------- | --------------------------------- | ---------------- |
| ادنسه، دانمارک | گدانسک / سوپوت، لهستان            | هرنینگ، دانمارک  |
| آرنا فیون      | ارگو آرنا                         | جیسکه بانک بوکسن |
| ظرفیت: ۴٬۰۰۰   | ظرفیت: ۱۱٬۴۰۹                     | ظرفیت: ۱۲٬۰۰۰    |
|                |                                   |                  |

| گروه D            | دور حذفی و یک چهارم نهایی | نیمه نهایی، دیدار رده‌بندی و نهایی |
| ----------------- | ------------------------- | --------------------------------- |
| گدنیا، لهستان     | آرهوس، دانمارک            | کپنهاگ، دانمارک                   |
| گدنیا اسپورت آرنا | سرس آرنا                  | ورزشگاه پارکن                     |
| ظرفیت: ۵٬۵۰۰      | ظرفیت: ۴٬۷۴۰              | ظرفیت: ۱۰٬۰۰۰                     |
|                   |                           |                                   |

## نتایج
|  | واجد شرایط برای حضور در یک هشتم نهایی |
|  | واجد حضور برای شرکت در بازی دور حذفی  |

### گروه A
|      |         |          | مسابقات | مسابقات | ست‌ها | ست‌ها | ست‌ها  | امتیازها | امتیازها | امتیازها |
| رتبه | تیم     | امتیازها | برد     | باخت    | برد  | باخت | نسبت  | برد      | باخت     | نسبت     |
| ---- | ------- | -------- | ------- | ------- | ---- | ---- | ----- | -------- | -------- | -------- |
| ۱    | بلژیک   | ۸        | ۳       | ۰       | ۹    | ۳    | ۳٫۰۰۰ | ۲۸۴      | ۲۵۱      | ۱٫۱۳۱    |
| ۲    | ایتالیا | ۷        | ۲       | ۱       | ۸    | ۴    | ۲٫۰۰۰ | ۲۷۴      | ۲۳۸      | ۱٫۱۵۱    |
| ۳    | دانمارک | ۲        | ۱       | ۲       | ۴    | ۸    | ۰٫۵۰۰ | ۲۴۹      | ۲۷۸      | ۰٫۸۹۶    |
| ۴    | بلاروس  | ۱        | ۰       | ۳       | ۳    | ۹    | ۰٫۳۳۳ | ۲۳۶      | ۲۷۶      | ۰٫۸۵۵    |

| تاریخ  | ساعت  |         | امتیاز |         | ست ۱  | ست ۲  | ست ۳  | ست ۴  | ست ۵  | مجموع   | گزارش  |
| ------ | ----- | ------- | ------ | ------- | ----- | ----- | ----- | ----- | ----- | ------- | ------ |
| ۲۰ Sep | ۱۷:۳۰ | بلژیک   | ۳–۰    | بلاروس  | ۲۵–۲۲ | ۲۵–۲۰ | ۲۵–۱۶ |       |       | ۷۵–۵۸   | Report |
| ۲۰ Sep | ۲۰:۴۵ | دانمارک | ۰–۳    | ایتالیا | ۲۲–۲۵ | ۱۷–۲۵ | ۱۵–۲۵ |       |       | ۵۴–۷۵   | Report |
| ۲۱ Sep | ۱۵:۰۰ | بلاروس  | ۱–۳    | ایتالیا | ۲۵–۲۱ | ۱۳–۲۵ | ۲۱–۲۵ | ۱۷–۲۵ |       | ۷۶–۹۶   | Report |
| ۲۱ Sep | ۱۸:۰۰ | بلژیک   | ۳–۱    | دانمارک | ۲۳–۲۵ | ۲۵–۲۳ | ۲۵–۱۶ | ۲۸–۲۶ |       | ۱۰۱–۹۰  | Report |
| ۲۲ Sep | ۱۵:۰۰ | بلاروس  | ۲–۳    | دانمارک | ۲۱–۲۵ | ۲۵–۱۷ | ۲۵–۲۳ | ۲۰–۲۵ | ۱۱–۱۵ | ۱۰۲–۱۰۵ | Report |
| ۲۲ Sep | ۱۸:۰۰ | ایتالیا | ۲–۳    | بلژیک   | ۲۳–۲۵ | ۱۹–۲۵ | ۲۵–۱۸ | ۲۷–۲۵ | ۹–۱۵  | ۱۰۳–۱۰۸ | Report |

### گروهB
|      |         |          | مسابقات | مسابقات | ست‌ها | ست‌ها | ست‌ها  | امتیازها | امتیازها | امتیازها |
| رتبه | تیم     | امتیازها | برد     | باخت    | برد  | باخت | نسبت  | برد      | باخت     | نسبت     |
| ---- | ------- | -------- | ------- | ------- | ---- | ---- | ----- | -------- | -------- | -------- |
| ۱    | فرانسه  | ۹        | ۳       | ۰       | ۹    | ۲    | ۴٫۵۰۰ | ۲۷۶      | ۲۶۱      | ۱٫۰۵۷    |
| ۲    | لهستان  | ۶        | ۲       | ۱       | ۷    | ۵    | ۱٫۴۰۰ | ۲۸۳      | ۲۶۸      | ۱٫۰۵۶    |
| ۳    | اسلواکی | ۲        | ۱       | ۲       | ۴    | ۸    | ۰٫۵۰۰ | ۲۷۲      | ۲۹۲      | ۰٫۹۳۲    |
| ۴    | ترکیه   | ۱        | ۰       | ۳       | ۴    | ۹    | ۰٫۴۴۴ | ۲۸۳      | ۲۹۳      | ۰٫۹۶۶    |

| تاریخ  | ساعت  |         | امتیاز |         | ست ۱  | ست ۲  | ست ۳  | ست ۴  | ست ۵  | مجموع   | گزارش  |
| ------ | ----- | ------- | ------ | ------- | ----- | ----- | ----- | ----- | ----- | ------- | ------ |
| ۲۰ Sep | ۱۷:۰۰ | فرانسه  | ۳–۰    | اسلواکی | ۲۵–۲۰ | ۳۵–۳۳ | ۲۸–۲۶ |       |       | ۸۸–۷۹   | Report |
| ۲۰ Sep | ۲۰:۰۰ | لهستان  | ۳–۱    | ترکیه   | ۲۵–۲۲ | ۲۵–۱۵ | ۲۲–۲۵ | ۲۵–۲۱ |       | ۹۷–۸۳   | Report |
| ۲۱ Sep | ۱۷:۰۰ | اسلواکی | ۳–۲    | ترکیه   | ۱۸–۲۵ | ۱۶–۲۵ | ۲۵–۲۰ | ۲۵–۲۱ | ۱۹–۱۷ | ۱۰۳–۱۰۸ | Report |
| ۲۱ Sep | ۲۰:۰۰ | فرانسه  | ۳–۱    | لهستان  | ۲۵–۲۲ | ۲۵–۲۳ | ۲۰–۲۵ | ۲۵–۲۰ |       | ۹۵–۹۰   | Report |
| ۲۲ Sep | ۱۷:۰۰ | ترکیه   | ۱–۳    | فرانسه  | ۲۱–۲۵ | ۲۳–۲۵ | ۲۵–۱۸ | ۲۳–۲۵ |       | ۹۲–۹۳   | Report |
| ۲۲ Sep | ۲۰:۰۰ | اسلواکی | ۱–۳    | لهستان  | ۲۴–۲۶ | ۲۵–۲۰ | ۱۹–۲۵ | ۲۲–۲۵ |       | ۹۰–۹۶   | Report |

### گروه C
|      |         |          | مسابقات | مسابقات | ست‌ها | ست‌ها | ست‌ها  | امتیازها | امتیازها | امتیازها |
| رتبه | تیم     | امتیازها | برد     | باخت    | برد  | باخت | نسبت  | برد      | باخت     | نسبت     |
| ---- | ------- | -------- | ------- | ------- | ---- | ---- | ----- | -------- | -------- | -------- |
| ۱    | فنلاند  | ۶        | ۲       | ۱       | ۶    | ۵    | ۱٫۲۰۰ | ۲۵۸      | ۲۶۰      | ۰٫۹۹۲    |
| ۲    | صربستان | ۵        | ۲       | ۱       | ۷    | ۵    | ۱٫۴۰۰ | ۲۶۶      | ۲۴۷      | ۱٫۰۷۷    |
| ۳    | هلند    | ۴        | ۱       | ۲       | ۶    | ۷    | ۰٫۸۵۷ | ۲۸۰      | ۲۹۱      | ۰٫۹۶۲    |
| ۴    | اسلوونی | ۳        | ۱       | ۲       | ۵    | ۷    | ۰٫۷۱۴ | ۲۷۷      | ۲۸۳      | ۰٫۹۷۹    |

| تاریخ  | ساعت  |         | امتیاز |         | ست ۱  | ست ۲  | ست ۳  | ست ۴  | ست ۵  | مجموع  | گزارش  |
| ------ | ----- | ------- | ------ | ------- | ----- | ----- | ----- | ----- | ----- | ------ | ------ |
| ۲۰ Sep | ۱۷:۰۰ | اسلوونی | ۳–۱    | صربستان | ۲۰–۲۵ | ۲۵–۲۳ | ۲۵–۲۲ | ۲۵–۱۹ |       | ۹۵–۸۹  | Report |
| ۲۰ Sep | ۲۰:۰۰ | فنلاند  | ۳–۱    | هلند    | ۲۳–۲۵ | ۲۵–۲۲ | ۲۷–۲۵ | ۲۵–۲۰ |       | ۱۰۰–۹۲ | Report |
| ۲۱ Sep | ۱۵:۰۰ | صربستان | ۳–۲    | هلند    | ۱۹–۲۵ | ۱۸–۲۵ | ۲۵–۱۵ | ۲۵–۱۷ | ۱۵–۱۲ | ۱۰۲–۹۴ | Report |
| ۲۱ Sep | ۱۸:۰۰ | اسلوونی | ۱–۳    | فنلاند  | ۲۷–۲۵ | ۲۳–۲۵ | ۲۲–۲۵ | ۲۱–۲۵ |       | ۹۳–۱۰۰ | Report |
| ۲۲ Sep | ۱۵:۰۰ | هلند    | ۳–۱    | اسلوونی | ۱۹–۲۵ | ۲۵–۱۹ | ۲۵–۲۲ | ۲۵–۲۳ |       | ۹۴–۸۹  | Report |
| ۲۲ Sep | ۱۸:۰۰ | صربستان | ۳–۰    | فنلاند  | ۲۵–۲۰ | ۲۵–۲۳ | ۲۵–۱۵ |       |       | ۷۵–۵۸  | Report |

### گروه D
|      |           |          | مسابقات | مسابقات | ست‌ها | ست‌ها | ست‌ها  | امتیازها | امتیازها | امتیازها |
| رتبه | تیم       | امتیازها | برد     | باخت    | برد  | باخت | نسبت  | برد      | باخت     | نسبت     |
| ---- | --------- | -------- | ------- | ------- | ---- | ---- | ----- | -------- | -------- | -------- |
| ۱    | آلمان     | ۸        | ۳       | ۰       | ۹    | ۲    | ۴٫۵۰۰ | ۲۶۷      | ۲۳۲      | ۱٫۱۵۱    |
| ۲    | روسیه     | ۶        | ۲       | ۱       | ۶    | ۴    | ۱٫۵۰۰ | ۲۳۵      | ۲۰۱      | ۱٫۱۶۹    |
| ۳    | بلغارستان | ۴        | ۱       | ۲       | ۶    | ۷    | ۰٫۸۵۷ | ۲۸۸      | ۲۹۴      | ۰٫۹۸۰    |
| ۴    | چک        | ۰        | ۰       | ۳       | ۱    | ۹    | ۰٫۱۱۱ | ۲۰۳      | ۲۴۷      | ۰٫۸۲۲    |

| تاریخ  | ساعت  |           | امتیاز |           | ست ۱  | ست ۲  | ست ۳  | ست ۴  | ست ۵ | مجموع   | گزارش  |
| ------ | ----- | --------- | ------ | --------- | ----- | ----- | ----- | ----- | ---- | ------- | ------ |
| ۲۰ Sep | ۱۷:۰۰ | روسیه     | ۰–۳    | آلمان     | ۲۰–۲۵ | ۲۳–۲۵ | ۱۹–۲۵ |       |      | ۶۲–۷۵   | Report |
| ۲۰ Sep | ۲۰:۰۰ | چک        | ۱–۳    | بلغارستان | ۱۵–۲۵ | ۱۸–۲۵ | ۲۵–۲۲ | ۲۱–۲۵ |      | ۷۹–۹۷   | Report |
| ۲۱ Sep | ۱۵:۰۰ | آلمان     | ۳–۲    | بلغارستان | ۳۶–۳۴ | ۲۰–۲۵ | ۲۱–۲۵ | ۲۵–۲۱ | ۱۵–۹ | ۱۱۷–۱۱۴ | Report |
| ۲۱ Sep | ۱۸:۰۰ | روسیه     | ۳–۰    | چک        | ۲۵–۲۲ | ۲۵–۱۷ | ۲۵–۱۰ |       |      | ۷۵–۴۹   | Report |
| ۲۲ Sep | ۱۵:۰۰ | آلمان     | ۳–۰    | چک        | ۲۵–۱۳ | ۲۵–۲۳ | ۲۵–۲۰ |       |      | ۷۵–۵۶   | Report |
| ۲۲ Sep | ۱۸:۰۰ | بلغارستان | ۱–۳    | روسیه     | ۱۸–۲۵ | ۲۵–۲۳ | ۱۴–۲۵ | ۱۹–۲۵ |      | ۷۷–۹۸   | Report |

## دور نهایی

### پلی آف
| تاریخ  | زمان  | ورزشگاه |         | امتیاز |           | ست ۱  | ست ۲  | ست ۳  | ست ۴  | ست ۵  | مجموع   | گزارش  |
| ------ | ----- | ------- | ------- | ------ | --------- | ----- | ----- | ----- | ----- | ----- | ------- | ------ |
| ۲۴ Sep | ۱۷:۰۰ | NRA     | ایتالیا | ۳–۱    | هلند      | ۲۴–۲۶ | ۲۵–۱۸ | ۲۵–۲۱ | ۲۵–۱۸ |       | ۹۹–۸۳   | Report |
| ۲۴ Sep | ۱۷:۰۰ | ERA     | روسیه   | ۳–۰    | اسلواکی   | ۲۵–۲۰ | ۲۵–۱۴ | ۲۵–۲۱ |       |       | ۷۵–۵۵   | Report |
| ۲۴ Sep | ۲۰:۰۰ | NRA     | صربستان | ۳–۰    | دانمارک   | ۲۵–۱۷ | ۲۵–۱۷ | ۲۵–۲۲ |       |       | ۷۵–۵۶   | Report |
| ۲۴ Sep | ۲۰:۰۰ | ERA     | لهستان  | ۲–۳    | بلغارستان | ۲۵–۲۲ | ۲۵–۲۲ | ۲۰–۲۵ | ۲۴–۲۶ | ۱۶–۱۸ | ۱۱۰–۱۱۳ | Report |

### یک چهارم نهایی
| تاریخ  | زمان  | ورزشگاه |        | امتیاز |           | ست ۱  | ست ۲  | ست ۳  | ست ۴  | ست ۵ | مجموع  | گزارش  |
| ------ | ----- | ------- | ------ | ------ | --------- | ----- | ----- | ----- | ----- | ---- | ------ | ------ |
| ۲۵ Sep | ۱۷:۰۰ | ERA     | فرانسه | ۱–۳    | روسیه     | ۱۷–۲۵ | ۲۵–۱۷ | ۲۲–۲۵ | ۲۱–۲۵ |      | ۸۵–۹۲  | Report |
| ۲۵ Sep | ۱۷:۰۰ | NRA     | فنلاند | ۱–۳    | ایتالیا   | ۲۵–۲۳ | ۲۰–۲۵ | ۲۲–۲۵ | ۲۲–۲۵ |      | ۸۹–۹۸  | Report |
| ۲۵ Sep | ۲۰:۰۰ | NRA     | بلژیک  | ۱–۳    | صربستان   | ۲۲–۲۵ | ۲۵–۲۲ | ۲۸–۳۰ | ۱۸–۲۵ |      | ۹۳–۱۰۲ | Report |
| ۲۵ Sep | ۲۰:۰۰ | ERA     | آلمان  | ۱–۳    | بلغارستان | ۳۰–۲۸ | ۲۵–۲۷ | ۲۲–۲۵ | ۲۰–۲۵ |      | ۹۷–۱۰۵ | Report |

### نیمه نهایی
| تاریخ  | زمان  | ورزشگاه |         | امتیاز |           | ست ۱  | ست ۲  | ست ۳  | ست ۴  | ست ۵ | مجموع | گزارش  |
| ------ | ----- | ------- | ------- | ------ | --------- | ----- | ----- | ----- | ----- | ---- | ----- | ------ |
| ۲۸ Sep | ۱۵:۰۰ | PAS     | صربستان | ۱–۳    | روسیه     | ۱۹–۲۵ | ۲۶–۲۴ | ۲۳–۲۵ | ۱۵–۲۵ |      | ۸۳–۹۹ | Report |
| ۲۸ Sep | ۱۸:۰۰ | PAS     | ایتالیا | ۳–۱    | بلغارستان | ۱۹–۲۵ | ۲۵–۲۲ | ۲۵–۱۵ | ۲۵–۲۲ |      | ۹۴–۸۴ | Report |

### رده‌بندی
| تاریخ  | زمان  | ورزشگاه |         | امتیاز |           | ست ۱  | ست ۲  | ست ۳  | ست ۴ | ست ۵ | مجموع | گزارش  |
| ------ | ----- | ------- | ------- | ------ | --------- | ----- | ----- | ----- | ---- | ---- | ----- | ------ |
| ۲۹ Sep | ۱۵:۰۰ | PAS     | صربستان | ۳–۰    | بلغارستان | ۲۵–۲۲ | ۳۲–۳۰ | ۲۷–۲۵ |      |      | ۸۴–۷۷ | Report |

### نهایی
| تاریخ  | زمان  | ورزشگاه |       | امتیاز |         | ست ۱  | ست ۲  | ست ۳  | ست ۴  | ست ۵ | مجموع | گزارش  |
| ------ | ----- | ------- | ----- | ------ | ------- | ----- | ----- | ----- | ----- | ---- | ----- | ------ |
| ۲۹ Sep | ۱۸:۰۰ | PAS     | روسیه | ۳–۱    | ایتالیا | ۲۵–۲۰ | ۲۵–۲۲ | ۲۲–۲۵ | ۲۵–۱۷ |      | ۹۷–۸۴ | Report |

## رده‌بندی نهایی
| رده | تیم       |
| --- | --------- |
| 1   | روسیه     |
| 2   | ایتالیا   |
| 3   | صربستان   |
| ۴   | بلغارستان |
| ۵   | فرانسه    |
| ۶   | آلمان     |
| ۷   | بلژیک     |
| ۸   | فنلاند    |
| ۹   | لهستان    |
| ۱۰  | هلند      |
| ۱۱  | اسلواکی   |
| ۱۲  | دانمارک   |
| ۱۳  | اسلوونی   |
| ۱۴  | ترکیه     |
| ۱۵  | بلاروس    |
| ۱۶  | چک        |

|  | واجد شرایط برای حضور در جام بزرگ والیبال قهرمانان جهان ۲۰۱۳ و والیبال قهرمانی جهان ۲۰۱۴                    |
|  | واجد شرایط برای حضور در جام بزرگ والیبال قهرمانان جهان ۲۰۱۳ به عنوان کارت سفید و والیبال قهرمانی جهان ۲۰۱۴ |
|  | واجد شرایط برای حضور در والیبال قهرمانی جهان به عنوان میزبان                                               |

| قهرمانی مردان اروپا ۲۰۱۳ |
| ------------------------ |
| · روسیه · سیزدهمین عنوان |

| ۱۴ بازیکن تیم |
| سرگئی ماکاروف، نیکولای آپالیکوف، سرگئی گرانکین، اوگنی سیوژلز، نیکولای پاولوف، الکسی اسپریدونوف، ایلیا سیلین، آندری آشچف، دیمیتری موزرسکی، آرتم ولویچ، دیمیتری ایلینیخ، الکسی وربوف، ماکسیم میخائیلوف، آرتم ارمارکف |
| سرمربی |
| آندری ورونکوف |

## جوایز
| - باارزش‌ترین بازیکن دیمیتری موزرسکی - امتیاز آورترین بازیکن الکساندر آتاناسیویچ - بهترین اسپکر لوکا وتوری - بهترین مدافع سرچکو لیسیناچ - بهترین سرویس زن ایوان زایتسف | - بهترین پاسور سرگئی گرانکین - بهترین دریافت کننده تودور الکسیف - بهترین لیبرو الکسی وربوف - جایزه بازی جوانمردانه نیکولا یوویچ |